# Mercuria bayonnensis
Mercuria bayonnensis is een slakkensoort uit de familie van de Hydrobiidae. De wetenschappelijke naam van de soort is voor het eerst geldig gepubliceerd in 1894 door Locard.